# Catedral de Todi

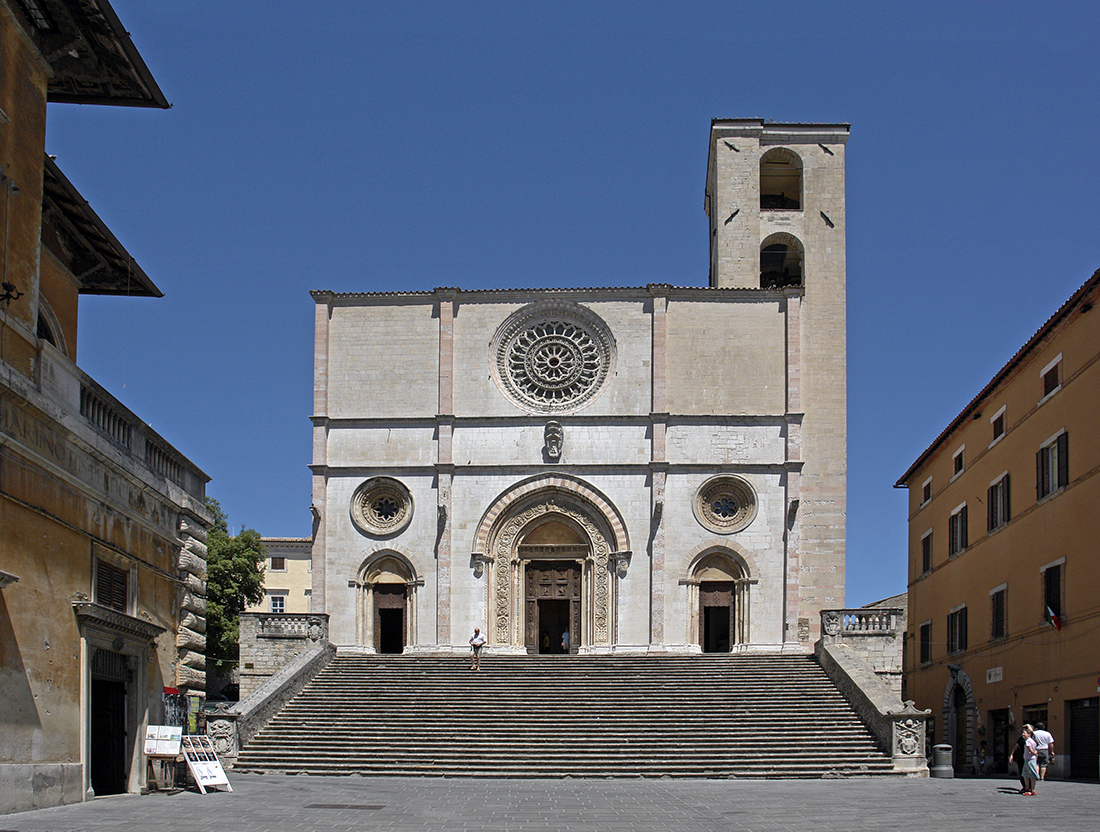
Fachada

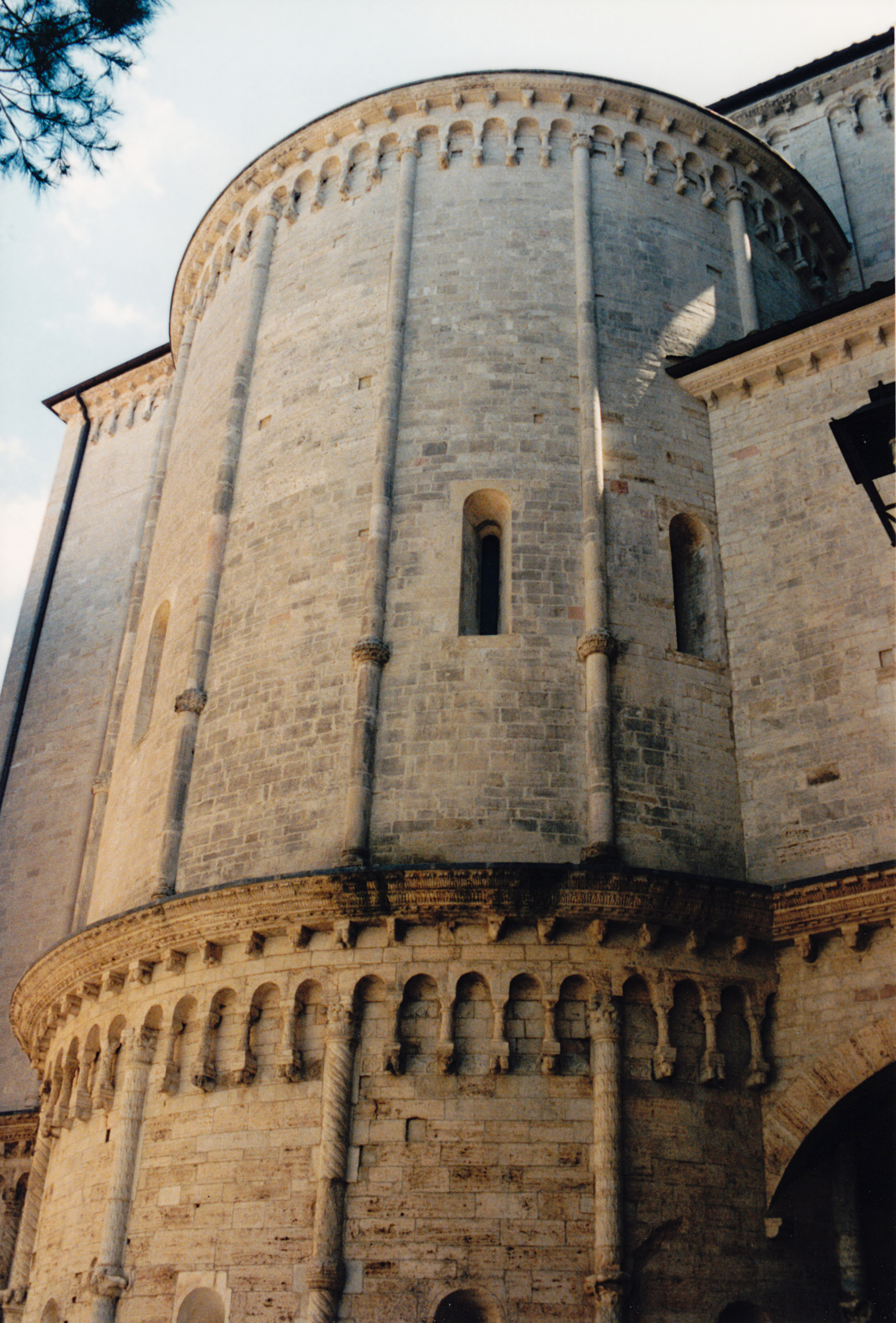
Abside

A Catedral de Todi, oficialmente chamada Concatedral da Santíssima Anunciata, é a sede episcopal católica da comuna de Todi, na Itália.
O edifício primitivo se ergueu no início do século XII sobre uma antiga estrutura romana, mas foi destruído por um incêndio em 1190. Ao longo dos séculos a construção foi totalmente refeita e reformada várias vezes. Tem um estilo gótico lombardo mas seu aspecto atual data do século XVI, quando se abriu a rosácea da fachada. Uma grande restauração efetuada em 1958 recuperou feições do século XV. Suas primitivas portas em madeira esculpida foram obra de Antonio Bencivenni, mas foram reformadas mais tarde por Lorenti, Crescimbeni e Sforzini.
Sua planta é uma cruz latina com três naves. A parede interna da fachada foi decorada com um grande afresco de Ferraù Fenzoni representando o Juízo Final. O mesmo artista pintou os afrescos da capela-mor. Ali está um grande crucifixo em madeira policroma datado do século XII e um grande cadeiral de madeira em marchetaria e entalhes, construído por Antonio Bencivenni e seu filho Sebastiano. Na cripta são preservadas algumas esculturas que originalmente estavam instaladas na fachada, atribuídas a Giovanni Pisano e a Rubeus. Outras obras de arte importantes de seu interior são pinturas de Giannicola di Paolo e Giovanni di Pietro, chamado Lo Spagna.